# Ioánnis Kalogerópoulos
Ioánnis « Yiánnis » Kalogerópoulos (grec moderne : Ιωάννης Καλογερόπουλος), né le 11 janvier 1994, est un coureur cycliste grec spécialiste des épreuves de vitesse sur piste. 

## Biographie
En novembre 2020, profitant de l'absence de plusieurs nations fortes de la piste en raison de la pandémie de Covid-19, il décroche la médaille de bronze de la vitesse par équipes lors des championnats d'Europe 2020.

## Palmarès sur piste

### Championnats d'Europe
| Édition / Épreuve          | Kilomètre | Keirin | Vitesse individuelle | Vitesse par équipes |
| Anadia 2012 (juniors)      |           | 13e    | 16e                  | 8e                  |
| Panevėžys 2012             |           |        |                      | 7e                  |
| Anadia 2013 (espoirs)      |           |        |                      | 7e                  |
| Apeldoorn 2013             |           |        |                      | 9e                  |
| Anadia 2014 (espoirs)      |           |        | 12e                  | 6e                  |
| Baie-Mahault 2014          | 17e       |        |                      | 9e                  |
| Athènes 2015 (espoirs)     |           | 13e    | 20e                  | 6e                  |
| Montichiari 2016 (espoirs) |           | 17e    | 17e                  | 7e                  |
| Plovdiv 2020               | 15e       |        |                      | Bronze              |
| Granges 2023               |           |        | 25e                  | 11e                 |

### Championnats de Grèce
- 2012
  - 2e de la vitesse par équipes
  - 2e du keirin juniors
- 2014
  - 2e du kilomètre
- 2015
  - 3e du kilomètre
- 2018
  - 2e du kilomètre
  - 2e du keirin
  - 2e de la vitesse individuelle
- 2019
  -  Champion de Grèce de vitesse par équipes
  - 2e du keirin
  - 3e de la vitesse individuelle
- 2020
  - 2e de la vitesse par équipes
  - 3e de la vitesse individuelle